# Pasquale Perris
Pasquale Ullino Ugo Consiglio Perris (* 26. August 1893 in Rom; † 12. Oktober 1954 ebenda) war ein italienischer Stummfilmkomponist und Orchestermusiker in Deutschland.

## Leben und Wirken
Über Perris ist nur sehr wenig bekannt. Der Sohn des Artisten und Sängers Roberto Perris und dessen Frau Michelina Genovese arbeitete nach seiner musikalischen Ausbildung als Dirigent und Kapellmeister und leitete in der Weimarer Republik das Filmorchester des Berliner Kino Babylon am Bülowplatz gegenüber der Volksbühne. Perris schuf auch die Begleitmusik zu in deutschen Kinos aufgeführten ausländischen Filmen wie die erfolgreiche Hollywoodproduktion Blaue Jungs – blonde Mädchen. Bekannt machten ihn jedoch vor allem seine Kompositionen, die er seit 1925 in den letzten fünf Jahren deutscher Stummfilmproduktion zu einer Fülle von Unterhaltungsfilmen verfasste. Dabei deckte er quasi sämtliche gängige Genrefelder ab, vom Sportfilm (Die elf Teufel) und dem an exotischen Plätzen spielenden Abenteuerstoff (Colonialskandal) über das Historiendrama (Maria Stuart, Spielereien einer Kaiserin) und die Literaturadaption (Der Biberpelz, Therese Raquin, Schinderhannes) bis hin zur stummen Leinwandoperette (Der Zigeunerbaron). Erstaunlicherweise beendete Pasquale Perris  diese Tätigkeit genau zu Beginn der Tonfilmära, also zu einer Zeit, in der die Filmmusik massiv an Bedeutung zu gewinnen begann. Seine letzten beiden, als „Tonfilme“ Anfang 1930 angelaufenen Produktionen, wurden 1929 noch als Stummfilme begonnen. Über Perris’ spätere berufliche Aktivitäten ist derzeit nichts bekannt. 1947 von den Alliierten entnazifiziert, lebte er bis zu seinem Tod in Berlin, starb aber 1954 in der Clinica Latina (Via Vulci) in seiner Geburtsstadt Rom.

## Filmografie
- 1925: Wallenstein
- 1926: Der Herr des Todes
- 1926: Wenn der junge Wein blüht
- 1926: Die Warenhausprinzessin
- 1926: Schwester Veronika
- 1927: Der Zigeunerbaron
- 1927: Die Frau mit dem Weltrekord
- 1927: Zwei unterm Himmelszelt
- 1927: Die elf Teufel
- 1927: Maria Stuart
- 1927: Die drei Niemandskinder
- 1927: Die rollende Kugel
- 1927: Colonialskandal
- 1927: Eine kleine Freundin braucht ein jeder Mann
- 1927: 1 + 1 = 3
- 1928: Der Biberpelz
- 1928: Therese Raquin
- 1928: Schinderhannes
- 1928: Ritter der Nacht
- 1928: Haus Nummer 17
- 1928: Geschlecht in Fesseln
- 1928: Rasputins Liebesabenteuer
- 1929: Somnambul
- 1929: Ich küsse Ihre Hand, Madame
- 1929: Jenseits der Straße
- 1929: Der Erzieher meiner Tochter
- 1929: Die Kaviarprinzessin
- 1929: Zwischen vierzehn und siebzehn
- 1929: Vater und Sohn
- 1929: Sensation im Wintergarten
- 1929: § 173 St.G.B. Blutschande
- 1929: Die Drei um Edith
- 1929: Das verschwundene Testament
- 1929: Mutterliebe
- 1929: Unschuld (Die kleine Veronika)
- 1929: Meine Schwester und ich
- 1929: Heilige oder Dirne
- 1929: Spielereien einer Kaiserin
- 1930: Stud. chem. Helene Willfüer
- 1930: Delikatessen